# Pierre III Mușat
Pierre III ou Petru Mușat  est co-voïvode de Moldavie  d'avril 1444 à 1445, puis de juillet à septembre 1447 et enfin seul prince en juillet 1448. La monarchie étant élective dans les principautés roumaines (comme en Hongrie et Pologne voisines), le prince (voïvode, hospodar ou domnitor selon les époques et les sources) était élu par et parmi les boyards et, pour être nommé, régner et se maintenir, s'appuyait fréquemment sur les puissances voisines, hongroise, polonaise ou ottomane.

## Biographie
Fils légitime d'Alexandre Ier le Bon et de Marina sa 4e épouse, il est associé au trône de Moldavie par son demi-frère Étienne II de Moldavie du 26 avril 1444 à avril 1445. 
Après l'exécution d'Étienne II il règne ensuite seul du 13 juillet à septembre 1447 date à laquelle il est renversé par Roman II Mușat puis après l'empoisonnement de ce dernier il reprend le trône en juillet 1448 avec l'appui de Jean Hunyadi. 
Le 22 août 1448 il fait néanmoins hommage à la Pologne, mais si Pierre III se reconnaît vassal du souverain polonais, cela ne fait pas de la Moldavie, comme l'affirment par erreur certains auteurs, une province polonaise ou un fief du roi de Pologne. Ces erreurs sont dues d'une part à la confusion sémantique chez certains historiens modernes, entre voïvodie (province, en polonais) et voïvode (prince régnant, en roumain), ou encore entre suzeraineté et souveraineté, et d'autre part à la rétroprojection nationaliste de l'histoire.
Quoi qu'il en soit, Pierre III conserve tous ses titres princiers et son armée moldave, et son hommage au monarque polonais n'empêche pas Alexăndrel Mușat (frère de Roman II Mușat) de la renverser en décembre 1448. Pierre III disparaît alors de l'histoire, sans que l'on sache s'il a pu regagner ses domaines pour s'y tenir tranquille, ou s'il a été tué, ou peut-être contraint d'entrer dans les ordres.
Il avait épousé une sœur, de nom inconnu, de Iancou de Hunedoara, voïvode de Transylvanie et régent de Hongrie.

## Sources
- Grigore Ureche Chronique de Moldavie. Depuis le milieu du XIVe siècle jusqu'à l'an 1594 Traduite et annoté par Emile Picot Ernest Leroux éditeur Paris 1878. Réédition Kessinger Legacy Reprints  (ISBN 9781167728846) p. 65-69.
- Nicolae Iorga Histoire des Roumains volume IV, les chevaliers. Bucarest (1937)
- (ro) Constantin C. Giurescu & Dinu C. Giurescu, Istoria Românilor Volume II (1352-1606), Editura Ştiinţifică şi Enciclopedică, Bucureşti, 1976, Pages 135-137.
- Jean Nouzille La Moldavie, Histoire tragique d'une région européenne, Ed. Bieler,  (ISBN 2-9520012-1-9).